# Civilno društvo
Demokratska društva karakterizira supostojanje triju sektora: javnoga (država), privatnog (tržište) i građanskog (civilno društvo). Najkraće rečeno, civilno društvo jesu građani koji se aktivno i slobodno upliću u sve sfere društvenog djelovanja. 

## Povijest
Još su stari Grci (politike koinona) i Rimljani (societas civilis) poznavali ovaj institut. Po njihovom poimanju bilo je to političko društvo u kojem su aktivni građani sudjelovali u oblikovanju politike. S vremenom je izraz civilno društvo poprimao različita značenja sukladno porecima u okviru kojih je postojalo. U pojedinim razdobljima dolazi do iskrivljenog tumačenja izraza poistovjećujući ga s načinom na koji vladari vladaju ljudima, pod kojim uvjetima i tko su ti vladari. U 18. stoljeću dolazi do preokreta kada se civilno društvo prepoznaje kao institut koji je tu da štiti i podučava građane kako se efikasno zaštititi od negativnih uplitanja države. U 18. i 19. stoljeću termin se promatra u okviru aktualnih društvenih promjena. U tom se razdoblju izraz civilno poistovjećuje s uljuđeno, kultivirano. Jedan od autora iz tog vremena Alexis de Tocqueville, u svom djelu "O demokraciji u Americi" opisuje civilno društvo kroz duh zajedništva koji je vladao u američkom društvu tog vremena, a očitovao se kroz supostojanje brojnih udruga, organizacija i sveprisutnog volonterstva. Nešto južnije, u Latinskoj Americi, Antonio Gramsci opisuje civilno društvo kao socijalnu interakciju institucija i organizacija kulturne tematike između države i tržišta.

## Novija povijest
Detaljnija istraživanja dovode do daljnjeg razvoja ovog pojma, ali svojevremeno i do preuveličavanja njegove uloge kao ključnog faktora u rješavanju aktualnih društvenih zavrzlama. Nadalje, na institut civilnog društva gledalo se kao na pomodarstvo građana, utopijsku ideju pojedinih demokracija, lijek za previše zaštitnički raspoloženu državu i slično. Od kraja 1980-ih naovamo u definiranju ovog pojma naglašava se sloboda udruživanja, samoorganizacija slobodnih građana, socijalni kapital i socijalna povezanost. Pokušaj da se civilnost izjednači s moralnošću, poštenjem, poštovanjem,… su odbačene kao neumjesne, a civilnim se vrlinama smatra aktivno i odgovorno građanstvo. Organizacije civilnog društva nazivaju se dobrovoljnim, neovisnim, neprofitnim, nevladinim ili trećim sektorom. I svaki od tih naziva ističe jedan aspekt tih organizacija. U svijetu se govori o NGO (nongovernmental)  sektoru, no u tom kontekstu valja naglasiti da kada govorimo o nevladinom sektoru ne govorimo o apsolutnoj nepovezanosti vlade i ovih organizacija jer vlada ulaže sredstva u rad neprofitnog sektora, no to ne utječe na aktivnosti same organizacije. Organizacije civilnog društva zapravo surađuju s vladom i u idealnim uvjetima postižu da ona odgovorno ispunjava svoja obećanja. Institucije civilnog društva pronalazimo u demokratskim zemljama utemeljenim na vladavini prava, s razvijenim tržišnim gospodarstvom. Ponekad se na civilno društvo gleda kao na opoziciju aktualnoj vlasti i funkcija watch doga (psa čuvara) se u javnosti percipira kao negativna, no evidentno je da civilno društvo igra važnu ulogu osobito u zemljama mlade demokracije. Organizacije civilnog društva usko se vezuju uz modernu socijalnu državu. Kad govorimo o socijalnoj državi, mislimo na državu koja svojim aktivnostima djeluje u smjeru osiguravanja socijalnog minimuma svim svojim građanima, kao i pružanja drugih vrsta pomoći onima koji si je ne mogu omogućiti sami. S obzirom na to da dobar dio programa socijalne države počiva na inicijativama upravo organizacija civilnog društva, njihova važnost za funkcioniranje države je neumitna. Jedno od važnih načela na kojima se temelje suvremena društva je načelo supsidijarnosti koje vezujemo uz civilno društvo na sljedeći način. Načelo supsidijarnosti, u svojoj osnovi, znači da se aktualni problemi trebaju rješavati tamo gdje nastaju, na najnižoj razini, a tek ako ta niža socijalna jedinica nije u mogućnosti sa svojim resursima riješiti problem, onda se obraća većoj distanci. Dakle, ta neka osnovna jedinica bio bi pojedinac. On se pak u rješavanju svojih problema referira na svoju užu socijalnu okolicu, no najefikasniji način za postizanje napora je kroz udruživanje s drugim građanima sličnih ili istih interesa. I tako dolazimo do pojma civilnog društva ili civilne participacije u javnim aktivnostima koje razdvajamo od političke participacije koja pak podrazumijeva članstvo u političkim strankama. Dva osnovna organizacijska oblika civilnog društva su zaklade i udruge. Postojanje zaklada poznato je još od najranijih vremena. Najkraće rečeno, to su organizacije bez vlasnika čija sredstva su namijenjena ispunjavanju javne svrhe. Zaklade se razlikuju po različitim kriterijima, da li su javne ili privatne, prema namjeni, postoje obiteljske i crkvene zaklade, potom se razlikuju po načinu financiranja, svojim programima itd. Vezano uz zaklade, u novije vrijeme razvija se pojam corporate citizenship koji naglašava da su i korporacije obvezne svojim mjerama djelovati u smjeru poboljšanja kvalitete života na području na kojem su smještene. Još jedan od novih oblika zakladništva su i zaklade lokalnih zajednica (community foundation) čije djelovanje je usmjereno na poboljšanje kvalitete života u određenoj lokalnoj zajednici i najbolji je način da se osigura poštovanje načela supsidijarnosti. U suvremenom društvu utemeljen je i institut društvene odgovornosti gospodarstva (Corporate Social Responsibility) kao još jedan od oblika potpomaganja civilnog društva. Ovaj institut poznat je od ranije, ali u suvremenom društvu uzima maha pod utjecajem pozitivnih poticaja od države kroz razne beneficije, a i kao dobar marketinški potez. Kroz razvoj suvremenog društva, a u okviru njega i civilnoga, razvila se i ideja o politici trećeg puta. Pri tome je naglašena važnost trećeg ili neprofitnog sektora, tj. organizacija civilnog društva. Britanski sociolog Anthony Giddens potaknuo je rasprava o toj temi ističući kako su političke ideje izgubile elan i nadahnuće i da je socijalnoj državi potrebno dati nova krila i to ona civilnog sektora. Politika trećeg puta podrazumijeva društvo s aktivnim građanstvom (active citizenship) .

## Civilno društvo u Hrvatskoj
Razvoj institucija civilnog društva u Hrvatskoj je relativno neistraženo područje. Prvi takvi oblici bile su zaklade i bratovštine u srednjem vijeku. U drugoj polovini 19. stoljeća bogati stanovnici započinju inicijative za otvaranje bolnica, sirotišta, škola i sl. U 20. stoljeću prisutan oblik civilne organiziranosti su zaklade. Važnu ulogu u razvoju civilnog društva na našem teritoriju dale su crkvene organizacije koje su u skladu sa svojim naukom pomagale one u potrebi. Može se reći da su u tom vremenu bogatiji građani prepoznavali postojanje socijalnih potreba i bili dobročinitelji onih u potrebi. Socijalizam je donio zamiranje bilo kakvih aktivnosti civilnog društva jer je država imala monopol nad davanjem socijalnih usluga i nije postojala sloboda udruživanja. Promjene u civilnom sektoru nastupaju nakon 1990. godine kada je Hrvatska doživjela svoje osamostaljenje, kad se deklarirala kao socijala država, a poznato je da je to dobar okvir za razvoj organizacija civilnog društva. Isprve su te organizacije bile uglavnom humanitarnog karaktera jer je aktualna problematika bila izazvana situacijom rata. Godine 1992. sukladno tom razvoju donesen je Zakon o humanitarnoj pomoći. 1993. godine Vlada je donijela socijalni program koji promovira načelo supsidijarnosti u socijalnoj politici, ali se ne dotiče područja organizacija civilnog društva. 2002. godine započinje s radom Ured za udruge Vlade Republike Hrvatske koji financira rad udruga na trogodišnjoj osnovi. No, na relaciji Vlada-neprofitni sektor postoje problemi u komunikaciji jer vladajuća garnitura ne prepoznaje potrebe ovoga sektora i smatra umjesnim uplitanje u njihov rad što je nedopustivo. Još jedan od problema u djelovanju udruga su građani koji općenito prepoznaju vrijednost volontiranja, ali ga rijetko prakticiraju. Isto tako, neke tendencije u decentralizaciji koje kreću s više instance stvaraju pasivan stav građana u sudjelovanju u civilnom društvu. Dok se u pravilu, organizacije civilnog društva financiraju iz članarina, donacija, dotacija, prodaje usluga i iz sredstava lutrije, u provedbi nastaju brojne nepravilnosti kao primjerice netransparentnost kriterija dodjele sredstava iz državnog proračuna. U tu svrhu, 2003. godine je osnovana Nacionalna zaklada za razvoj civilnog društva čije bi aktivnosti trebale spriječiti te probleme. Razvoj kombiniranog modela socijalne politike koji podrazumijeva zajednička nastojanja Vlade i građana u saniranju socijalnih problema nailazi na brojne prepreke u realizaciji. 
Kao jedan od oblika razvoja civilnog društva u Hrvatskoj napominju se i zaklade čije postojanje se bilježi još u 15. i 16. stoljeću. U to vrijeme zaklade su bile u domeni crkvenih institucija. Potom je brojno hrvatsko plemstvo osnivalo zaklade, osobito namijenjene siromašnim studentima. Pod kraj 19. i početkom 20. stoljeća brojne zaklade su osnovane na području kulture, zdravstva i slično i imale su važnu ulogu u općem razvoju tih segmenata. Dvadeseto stoljeće obilježile su brojne stipendijske zaklade. Kao i općenito civilno društvo, nakon Drugog svjetskog rata, zaklade prestaju postojati. Osamostaljenjem Hrvatske ponovno oživljava djelatnost zaklada, ponajprije onih osnovanih od strane hrvatskih iseljenika. Danas, kada je evidentno postojanje većeg broja zaklada u Hrvatskoj, kao dominantan problem ističe se loš zakonski okvir za osnivanje i razvoj zakladništva, potom brojne administrativne prepreke, potom neadekvatna suradnja s medijima i slično. Društvena odgovornost gospodarstva u Hrvatskoj je prisutna, ali tek u povojima i uglavnom je riječ o ulaganjima u sport i obrazovanje. Ovi pothvati, premda hvalevrijedni, ipak nas ne smiju zadovoljiti i treba poticati daljnje sudjelovanje gospodarski čimbenika na uključivanje u aktivnosti civilnog društva jer to će jednako značiti i uspjeh na gospodarskom i širem području.

## Vanjske poveznice
- Nacionalna zaklada za razvoj civilnoga društva  Arhivirana inačica izvorne stranice od 2. veljače 2016. (Wayback Machine) (hrv.) (engl.)
- Zaklada za poticanje partnerstva i razvoja civilnog društva (hrv.) (tal.) (engl.)